# Ochrona minimalna
Ochrona minimalna (ang. Minimal Protection) – według Trusted Computer System Evaluation Criteria poziom kryteriów oznaczony literą D. Obejmuje systemy, które posiadają jedynie fizyczną ochronę przed dostępem. W systemach tej klasy, każdy kto posiada fizyczny dostęp do komputera, ma nieskrępowany dostęp do wszystkich jego zasobów. Przykładem systemu tej klasy jest komputer IBM PC z systemem MS-DOS bez zabezpieczeń hasłowych.